# Catananche caerulea

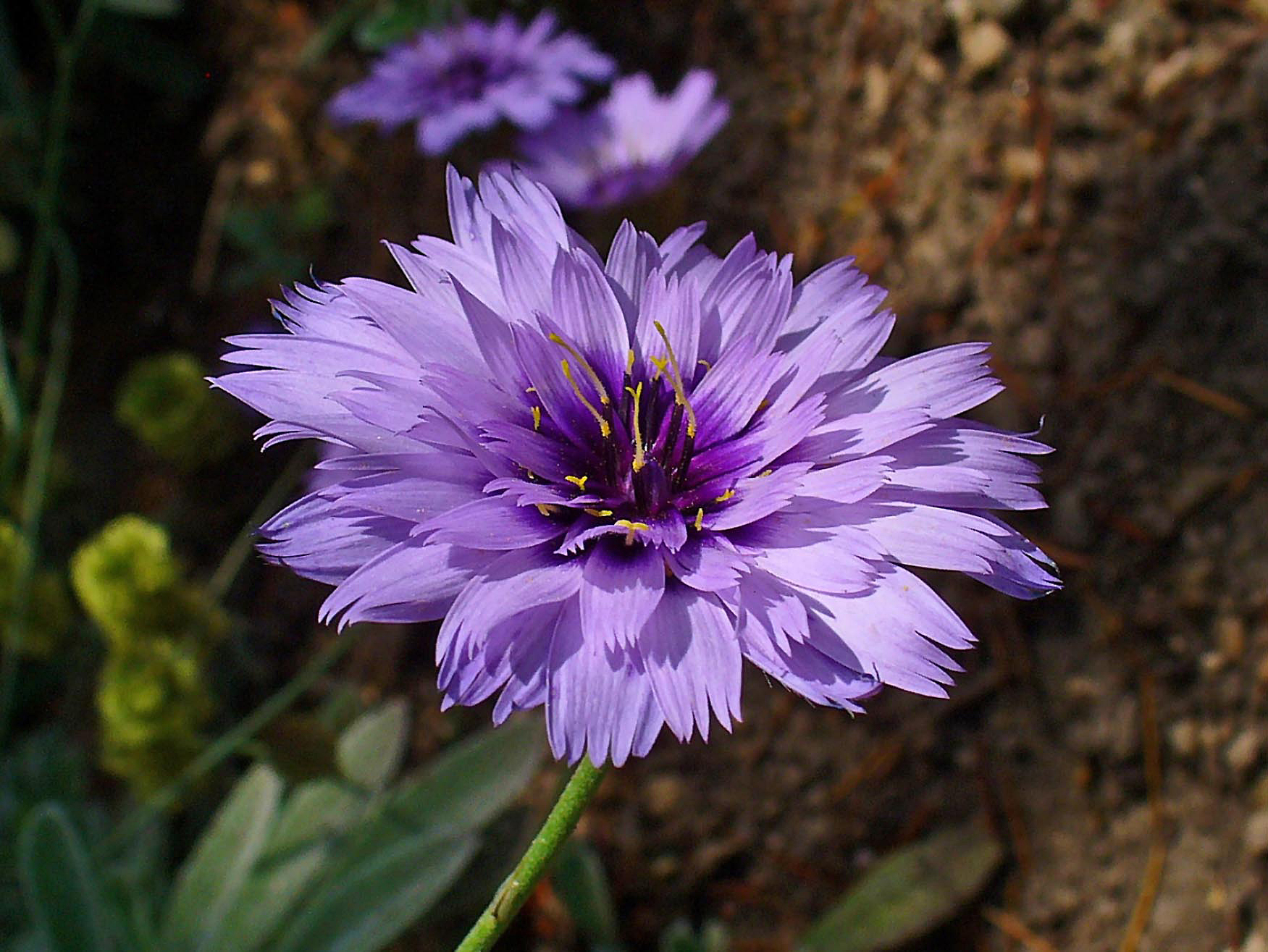
Capítulo.

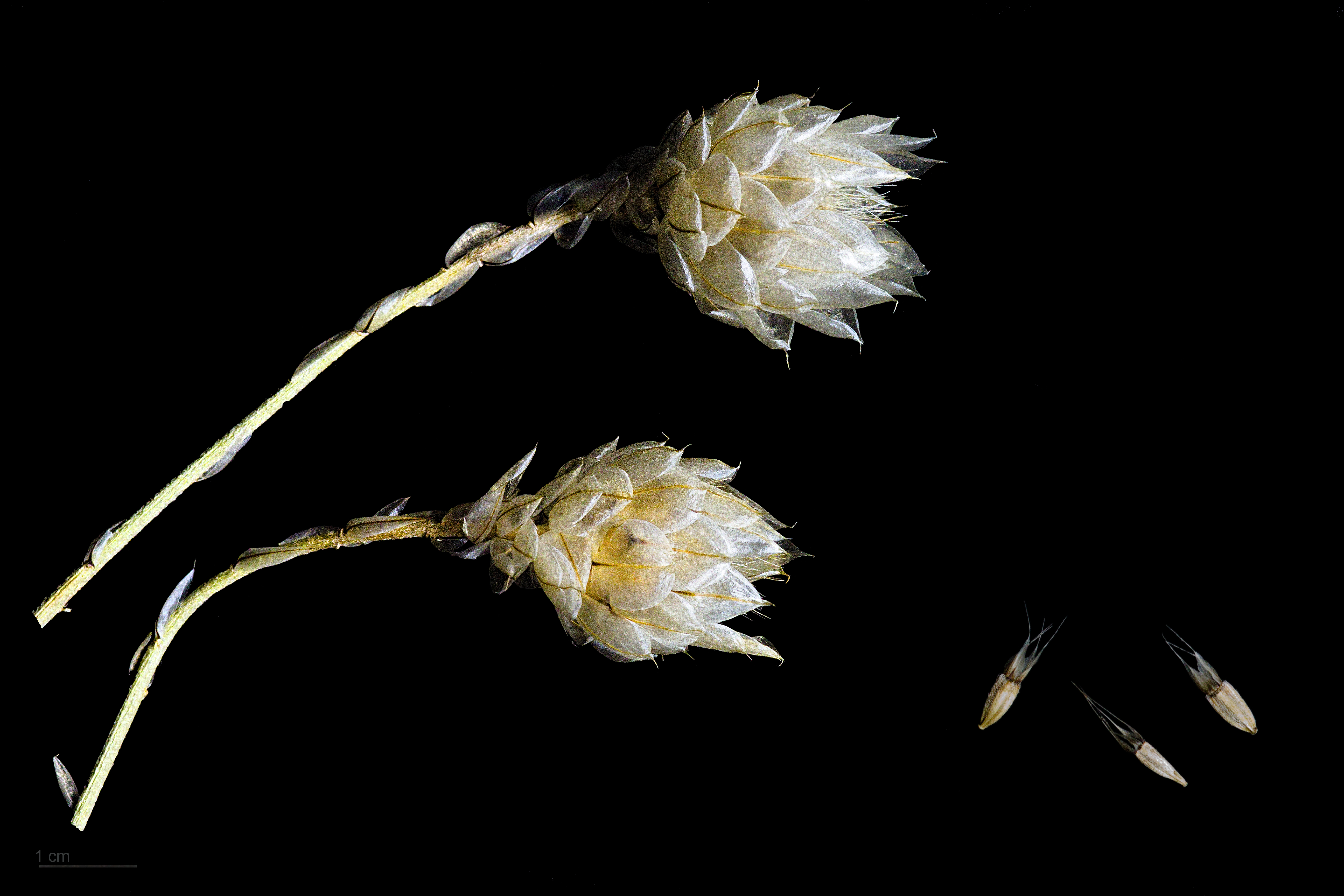
Involucro post-antesis y cipselas sueltas.

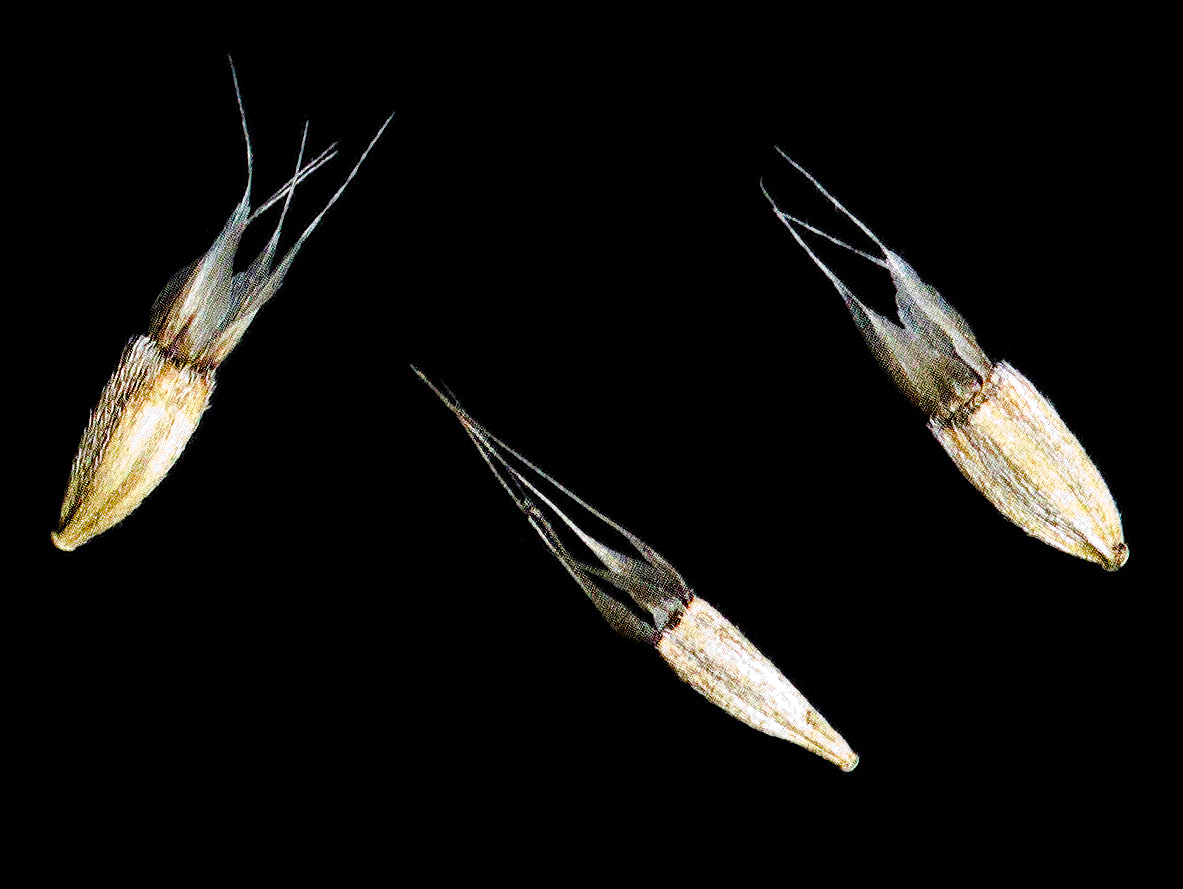
Cipselas sueltas.

Catananche caerulea, la hierba cupido, es una planta herbácea perenne perteneciente a la familia de las asteráceas.

## Descripción
Es una planta herbácea perenne, con largos y afilos tallos erectos (hasta 1m), algo ramificados o no, seríceos, con las hojas prácticamente limitadas a la roseta basal y a la  mitad inferior del escape. Dichas hojas son oblanceoladas a lineares, enteras o con 3-4 dientes o lóbulos lineares; las basales largamente pecioladas, vilosas; las caulinares superiores sentadas, seríceas. Los capítulos  tienen el pedúnculo de hasta 30 cm cubierto de brácteas, sobre todo en su parte distal, y el involucro, que tienen 16-25 por 12-20 mm, es ovoideo, con brácteas  acuminadas, glabras; las externas y medias más externas ovadas, enteramente escariosas y las internas de mayor tamaño, todas —incluso las caulinares— con una banda media de color pardo. Las lígulas tienen el limbo de 15-20 mm, densamente seríceo en el dorso, azulado-violáceo y de ápice pentadentado. Los aquenios, cónicos, pentaangulados y más o menos peludos, miden unos 4 por 1,5 mm con un vilano de estrechas escamas de 5-7 mm de largo.

## Hábitat
Pastos pedregosos, erosionados en calizas o margas.

## Distribución
Suroeste de Europa, Mediterráneo occidental; introducido en Alemania y Gran Bretaña.

## Citología
Número de cromosomas de Catananche caerulea (Fam. Compositae) y táxones infraespecíficos:
n=9.

## Sinonimia
- Catananche caerulea var. caerulea
- Catananche caerulea var. ochroleuca Maire
- Catananche caerulea var. propinqua (Pomel) Hochr.
- Catananche caerulea var. tenuis Ball
- Catananche caerulea var. tlemcenensis Faure
- Catananche propinqua Pomel
- Cupidonia caerulea Bubani[6]

## Nombres comunes
- Castellano: alcachofilla, azulejo, azulejo noble, cervellina, chicoria escarnada, cigala, hierba cupido, pimpinela, salsifí, sargantana, yerba cupido, yerba de las herías.[5]